# Dom Bussella
Dom Bussella (hebr. בית בוסל; ang. Bussell House) – zabytkowy budynek położony na południowy wschód od Starego Miasta Safedu. Budynek został wybudowany w 1904 roku jako szpital angielskiej misji chrześcijańskiej. Obecnie opuszczony niszczeje.

## Historia

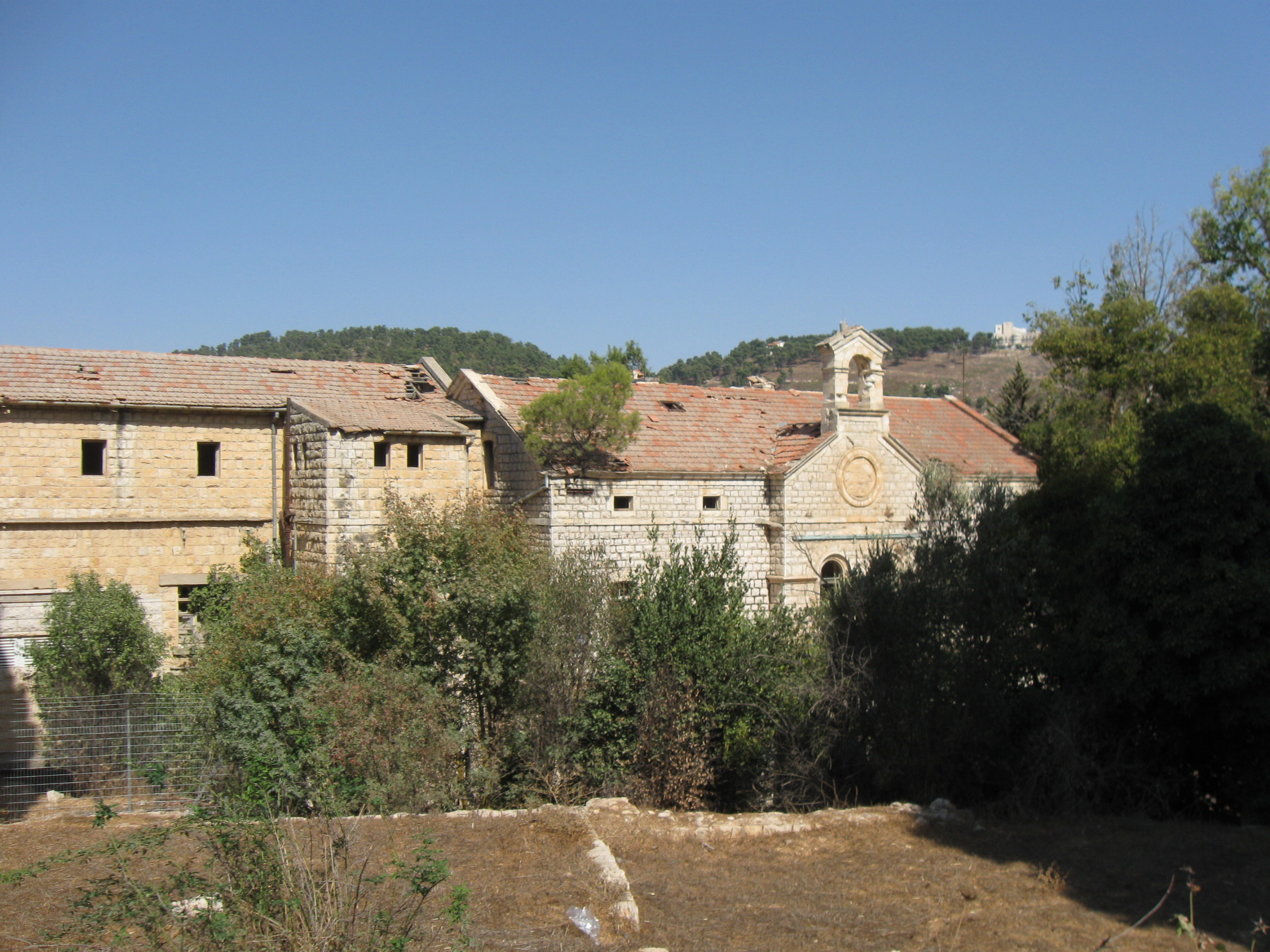
Dom Bussella

Trzęsienie ziemi w Galilei (1837) miało szczególnie tragiczne konsekwencje dla położonego w Górnej Galilei miasta Safed. Niemal całkowicie zniszczona została północna żydowska część miasta. Tamtejsze domy były wybudowane kaskadowo na zboczach góry, i gdy przyszły wstrząsy, zaczęły się zsuwać jeden na drugi w dół zbocza. W ten sposób, pod gruzami domów zostało pogrzebanych wielu ludzi. Południowa muzułmańska część miasta poniosła znacznie mniejsze straty. Zginęło około 1800 osób (połowa żydowskiej populacji miasta). Wydarzenia te głęboko poruszyły opinią publiczną w Europie. W 1867 roku Londyńskie Towarzystwo Szerzenia Chrześcijaństwa wśród Żydów podjęło decyzję o wybudowaniu w zniszczonym Safedzie szpitala, który jako stała stacja misyjna mógłby nieść pomoc ofiarom trzęsienia ziemi. Projekt szpitala przygotował architekt Gottlieb Schumacher. Prace budowlane zakończono w 1904 roku i od tego momentu szpital oferował bezpłatną pomoc medyczną dla wszystkich potrzebujących, bez względu na przynależność religijną. Był to jedyny szpital w mieście do 1912 roku, kiedy to dzięki inicjatywie barona Edmonda James de Rothschilda otworzono szpital żydowski w Safedzie.
Podczas I wojny światowej (1914-1918) władze osmańskie przymusowo deportowały z Palestyny wszystkich brytyjskich pracowników szpitala. Opuszczony budynek przejęła turecka armia i wykorzystywała jako regionalny sztab i koszary wojskowe. W wyniku wojny cała Palestyna przeszła pod panowanie Brytyjczyków, którzy utworzyli Brytyjski Mandat Palestyny. W 1919 roku budynki szpitalne powróciły do chrześcijańskiej misji, która uruchomiła w nich schronisko dla chrześcijańskich uchodźców z ogarniętego ciężkimi walkami Francuskiego Mandatu Syrii. W 1921 roku do schroniska przyłączyła się misja ze Szkocji, która utworzyła tutaj college i kościół. Wraz z wybuchem arabskiego powstania w Palestynie (1936–1939) college ewakuowano do Hajfy, a budynek stał się koszarami brytyjskiej żandarmerii. W 1942 roku mocno zdewastowany budynek przejął Żydowski Fundusz Narodowy, który w latach 1943-1984 utrzymywał w nim sanatorium z przychodnią lekarską. Zostało ono nazwane Domem Bussella, na cześć Józefa Bussella, jednego z założycieli kibucu Deganja Alef. W 1963 roku budynek został rozbudowany przez architekta Jakuba Rechtera. Pomimo to okazało się, że nie spełnia on wszystkich wymogów zdrowotnych, i w 1984 roku podjęto decyzję o likwidacji sanatorium. Od tego czasu budynek stoi opuszczony i niszczeje.

## Obecne wykorzystanie
Istnieją starania, aby ten zabytkowy budynek zachować i przywrócić jego pierwotny wygląd. Władze miejskie wykazały zainteresowanie inicjatywą.